# Paul Desmond
Paul Desmond (tên thật Paul Emil Breitenfeld, 25 tháng 11 năm 1924 – 30 tháng 5 năm 1977) là nghệ sĩ kèn alto saxophone, nổi tiếng khi là thành viên của nhóm tứ tấu nhạc jazz The Dave Brubeck Quartet và là người sáng tác một trong những giai điệu nhạc jazz bất hủ nhất "Take Five". Ông cũng được coi là một trong những người phổ cập thể loại cool jazz tới với công chúng.
Ngoài Brubeck, Desmond cũng cộng tác cùng nhiều nghệ sĩ tên tuổi khác như Gerry Mulligan, Chet Baker, Jim Hall và Ed Bickert. Ông qua đời vào năm 1977 sau một thời gian mắc bệnh ung thư phổi.

## Danh sách đĩa nhạc

### Cùng Dave Brubeck
| Năm        | Album                                                                                          | Trưởng nhóm                                                         | Mã                                                                                  |
| ---------- | ---------------------------------------------------------------------------------------------- | ------------------------------------------------------------------- | ----------------------------------------------------------------------------------- |
| 1950       | Dave Brubeck Octet                                                                             | Dave Brubeck                                                        | Fantasy 3239                                                                        |
| 1951       | Brubeck/Desmond                                                                                | Dave Brubeck Quartet                                                | Fantasy 3229                                                                        |
| 1952       | Modern Complex Dialogues [trực tiếp]                                                           | Dave Brubeck                                                        | Alto AL-711                                                                         |
| 1952       | Jazz at Storyville                                                                             | Dave Brubeck                                                        | Fantasy 3240                                                                        |
| 1952       | The Dave Brubeck Quartet                                                                       | Dave Brubeck                                                        | Fantasy 3230                                                                        |
| 1952       | Jazz at the Blackhawk                                                                          | Dave Brubeck                                                        | Fantasy 3210                                                                        |
| 1953       | Jazz at Oberlin                                                                                | Dave Brubeck                                                        | Fantasy 3245                                                                        |
| 1953       | The Jackson – Harris Herd/The Dave Brubeck Quartet: Live at the Blue Note, Chicago, March 1953 | Dave Brubeck Quartet, Chubby Jackson – Bill Harris Herd             | Jazz Band (Anh) EB-2140                                                             |
| 1953       | Brubeck & Desmond at Wilshire-Ebell                                                            | Dave Brubeck                                                        | Fantasy 3249                                                                        |
| 1953       | Jazz at the College of the Pacific                                                             | Dave Brubeck                                                        | Fantasy 3223                                                                        |
| 1953       | Jazz at the College of the Pacific, Volume 2                                                   | Dave Brubeck                                                        | OJC 1076                                                                            |
| 1954       | Dave Brubeck at Storyville 1954                                                                | Dave Brubeck                                                        | Columbia CL-590                                                                     |
| 1954       | Jazz Goes to College                                                                           | Dave Brubeck                                                        | Columbia CL-566                                                                     |
| 1954       | Brubeck Time                                                                                   | Dave Brubeck                                                        | Columbia CL-622                                                                     |
| 1954       | Jazz: Red Hot and Cool [trực tiếp]                                                             | Dave Brubeck                                                        | Columbia CL-699                                                                     |
| 1956, 1957 | Dave Brubeck Quartet Live in 1956–57 Featuring Paul Desmond                                    | Dave Brubeck                                                        | Jazz Band (Anh) EB-2102                                                             |
| 1956       | Live From Basin Street                                                                         | Dave Brubeck                                                        | Jazz Band (Anh) EB-402                                                              |
| 1956       | Dave Brubeck and Jay & Kai at Newport                                                          | Dave Brubeck Quartet, ban nhạc J. J. Johnson – Kai Winding          | Columbia CL-932                                                                     |
| 1956       | Dave Brubeck Featuring Paul Desmond: Live Together                                             | Dave Brubeck                                                        | Joker (Ý) SM-3804; Blue Vox (Thụy Sĩ) B/90174                                       |
| 1956       | Jazz Impressions of the U.S.A.                                                                 | Dave Brubeck                                                        | Columbia CL-984                                                                     |
| 1957       | Re-Union                                                                                       | Dave Brubeck/Paul Desmond/Dave Van Kriedt                           | Fantasy 3268                                                                        |
| 1957       | Jazz Goes to Junior College                                                                    | Dave Brubeck                                                        | Columbia CL-1034                                                                    |
| 1957       | Dave Digs Disney                                                                               | Dave Brubeck                                                        | Columbia CL-1059                                                                    |
| 1958       | The Dave Brubeck Quartet In Europe                                                             | Dave Brubeck                                                        | Columbia CL-1168                                                                    |
| 1958       | Newport 1958: Brubeck Plays Ellington                                                          | Dave Brubeck                                                        | Columbia CL-1249                                                                    |
| 1958       | Jazz Impressions of Eurasia                                                                    | Dave Brubeck                                                        | Columbia CL-1251                                                                    |
| 1958       | The Quartet [trực tiếp]                                                                        | Dave Brubeck                                                        | Europa Jazz (Ý) EJ-1032; Denon (Nhật Bản) 33C38-7681                                |
| 1959       | Gone with the Wind                                                                             | Dave Brubeck                                                        | Columbia CL-1347/CS-8156                                                            |
| 1959       | Time Out [bao gồm "Take Five"]                                                                 | Dave Brubeck Quartet                                                | Columbia CL-1397/CS-8192                                                            |
| 1959, 1962 | St. Louis Blues [trực tiếp]                                                                    | Dave Brubeck                                                        | Moon (Ý) MLP-028                                                                    |
| 1959       | Southern Scene                                                                                 | Dave Brubeck                                                        | Columbia CL-1439/CS-8235                                                            |
| 1960       | Brubeck and Rushing                                                                            | Dave Brubeck cùng Jimmy Rushing                                     | Columbia CL-1553/CS-8353                                                            |
| 1960       | Bernstein Plays Brubeck Plays Bernstein                                                        | Dave Brubeck cùng Leonard Bernstein và Dàn nhạc giao hưởng New York | Columbia CL-1466/CS-8257                                                            |
| 1960       | Tonight Only!                                                                                  | Dave Brubeck cùng Carmen McRae                                      | Columbia CL-1609/CS-8409                                                            |
| 1961       | Time Further Out: Miro Reflections                                                             | Dave Brubeck                                                        | Columbia CL-1690/CS-8490                                                            |
| 1961, 1962 | Countdown: Time in Outer Space                                                                 | Dave Brubeck                                                        | Columbia CL-1775/CS-8575                                                            |
| 1961       | Brandenburg Gate: Revisited                                                                    | Dave Brubeck                                                        | Columbia CL-1963/CS-8763                                                            |
| 1961       | Take Five Live                                                                                 | Dave Brubeck cùng Carmen McRae                                      | Columbia CL-2316/CS-9116                                                            |
| 1962       | Bossa Nova U.S.A.                                                                              | Dave Brubeck                                                        | Columbia CL-1998/CS-8798                                                            |
| 1962       | Brubeck in Amsterdam                                                                           | Dave Brubeck                                                        | Columbia CS-9897                                                                    |
| 1963       | At Carnegie Hall                                                                               | Dave Brubeck Quartet                                                | Columbia C2L-26/C2S-826 [double LP]; CL-2036/CS-8836 và CL-2037/CS-8837 [LP thường] |
| 1963       | Time Changes                                                                                   | Dave Brubeck                                                        | Columbia CL-2127/CS-8927                                                            |
| 1964       | Jazz Impressions of Japan                                                                      | Dave Brubeck                                                        | Columbia CL-2212/CS-9012                                                            |
| 1964       | Jazz Impressions of New York                                                                   | Dave Brubeck                                                        | Columbia CL-2275/CS-9075                                                            |
| 1964       | In Concert 1964                                                                                | Dave Brubeck                                                        | Jazz Connoisseur (Israel) JC-003                                                    |
| 1964       | Dave Brubeck in Berlin                                                                         | Dave Brubeck                                                        | CBS (Đức) 62578                                                                     |
| 1965       | The Canadian Concert of Dave Brubeck                                                           | Dave Brubeck                                                        | Can-Am (Canada) 1500                                                                |
| 1965       | Angel Eyes                                                                                     | Dave Brubeck                                                        | Columbia CL-2348/CS-9148                                                            |
| 1965       | My Favorite Things                                                                             | Dave Brubeck                                                        | Columbia CL-2437/CS-9237                                                            |
| 1965       | Time In                                                                                        | Dave Brubeck                                                        | Columbia CL-2512/CS-9312                                                            |
| 1966       | Dave Brubeck's Greatest Hits [tuyển tập]                                                       | Dave Brubeck                                                        | Columbia CL-2484/CS-9284                                                            |
| 1966       | Anything Goes! The Dave Brubeck Quartet Plays Cole Porter                                      | Dave Brubeck                                                        | Columbia CL-2602/CS-9402                                                            |
| 1966       | Jackpot! Recorded Live in Las Vegas                                                            | Dave Brubeck                                                        | Columbia CL-2712/CS-9512                                                            |
| 1967       | Bravo! Brubeck! [trực tiếp]                                                                    | Dave Brubeck                                                        | Columbia CL-2695/CS-9495                                                            |
| 1967       | Buried Treasures: Recorded Live in Mexico City                                                 | Dave Brubeck                                                        | Columbia/Legacy CK-65777                                                            |
| 1967       | Take Five Live                                                                                 | Dave Brubeck                                                        | JMY (Ý) 1001                                                                        |
| 1967       | The Last Time We Saw Paris [trực tiếp]                                                         | Dave Brubeck                                                        | Columbia CL-2872/CS-9672                                                            |
| 1967       | Their Last Time Out: The Unreleased Live Concert, December 26, 1967                            | Dave Brubeck Quartet                                                | Columbia/Legacy 886978156228                                                        |
| 1971       | Summit Sessions                                                                                | Dave Brubeck                                                        | Columbia C-30522                                                                    |
| 1972       | We're All Together Again for the First Time                                                    | Dave Brubeck/Gerry Mulligan/Paul Desmond                            | Atlantic SD-1641                                                                    |
| 1975       | 1975: The Duets                                                                                | Dave Brubeck/Paul Desmond                                           | Horizon/A&M SP-703                                                                  |
| 1976       | 25th Anniversary Reunion                                                                       | Dave Brubeck Quartet                                                | Horizon/A&M SP-714                                                                  |

### Trong vai trò trưởng nhóm
| Năm  | Album | Trưởng nhóm                                     | Mã                     |
| ---- | --- | ----------------------------------------------- | ---------------------- |
| 1954 | Desmond (AKA Paul Desmond Quintet With The Bill Bates Singers)                                                          | Paul Desmond cùng Dick Collins, Dave Van Kriedt | Fantasy 3-21           |
| 1956 | Desmond: Here I AM (hay The Paul Desmond Quartet Featuring Don Elliott)                                                 | Paul Desmond cùng Don Elliott                   | Fantasy 3225           |
| 1959 | First Place Again | Paul Desmond                                    | Warner Bros. WS-1356   |
| 1962 | Desmond Blue | Paul Desmond cùng dàn nhạc dây                  | RCA Victor LPM-2438    |
| 1962 | Late Lament [tái bản của Desmond Blue với thiết kế mới cùng thứ tự ca khúc mới, cùng nhiều ca khúc chưa được phát hành] | Paul Desmond                                    | RCA/Bluebird 5778-2-RB |
| 1963 | Take Ten | Paul Desmond                                    | RCA Victor LPM-2569    |
| 1965 | Glad to Be Unhappy | Paul Desmond cùng Jim Hall                      | RCA Victor LPM-3407    |
| 1965 | Bossa Antigua | Paul Desmond cùng Jim Hall                      | RCA Victor LPM-3320    |
| 1966 | Easy Living | Paul Desmond cùng Jim Hall                      | RCA Victor LPM-3480    |
| 1969 | Summertime | Paul Desmond                                    | A&M/CTI SP-3015        |
| 1969 | From the Hot Afternoon                                                                                                  | Paul Desmond                                    | A&M/CTI SP-3024        |
| 1970 | Bridge over Troubled Water                                                                                              | Paul Desmond                                    | A&M/CTI SP-3032        |
| 1974 | Skylark | Paul Desmond                                    | CTI 6039               |
| 1974 | Pure Desmond | Paul Desmond                                    | CTI 6059               |
| 1975 | Live | Paul Desmond Quartet                            | Horizon/A&M SP-850     |
| 1976 | Paul Desmond | Paul Desmond cùng Ed Bickert                    | Artists House AH-2     |
| 1989 | The Complete Recordings of the Paul Desmond Quartet With Jim Hall [box set]                                             | Paul Desmond cùng Jim Hall                      | Mosaic MR6-120         |
| 1992 | Like Someone in Love [recorded 1975]                                                                                    | Paul Desmond Quartet                            | Telarc 83319           |
| 2020 | The Complete 1975 Toronto Recordings- 7 CD box Lưu trữ ngày 13 tháng 4 năm 2021 tại Wayback Machine [thu âm 1975]       | Paul Desmond Quartet                            | Mosaic MD7-269         |

### Cùng Gerry Mulligan
| Năm  | Album                                                   | Trưởng nhóm                                            | Mã                  |
| ---- | ------------------------------------------------------- | ------------------------------------------------------ | ------------------- |
| 1954 | Gerry Mulligan/Paul Desmond [tái bản]                   | Ban nhạc của Paul Desmond, ban nhạc của Gerry Mulligan | Fantasy 3220        |
| 1957 | Blues in Time (AKA Gerry Mulligan–Paul Desmond Quartet) | Paul Desmond cùng Gerry Mulligan                       | Verve MGV-8246      |
| 1962 | Two of a Mind                                           | Paul Desmond cùng Gerry Mulligan                       | RCA Victor LPM-2624 |

### Cùng Chet Baker
| Năm  | Album                                                          | Trưởng nhóm                                           | Mã                 |
| ---- | -------------------------------------------------------------- | ----------------------------------------------------- | ------------------ |
| 1955 | Chet Baker Quartet Plus: The Newport Years, Vol. 1 [trực tiếp] | Chet Baker/Clifford Brown/Gerry Mulligan/Dave Brubeck | Philology (Ý) W-51 |
| 1974 | She Was Too Good to Me                                         | Chet Baker                                            | CTI 6050           |
| 1977 | You Can't Go Home Again                                        | Chet Baker                                            | Horizon/A&M SP-726 |
| 1977 | The Best Thing for You                                         | Chet Baker                                            | A&M 0832           |

### Khác
| Năm  | Album                                                                                     | Trưởng nhóm                               | Mã                        |
| ---- | ----------------------------------------------------------------------------------------- | ----------------------------------------- | ------------------------- |
| 1951 | "How Long, Baby How Long, Pt. 1" // "How Long, Baby How Long, Pt. 2" [đĩa than 78rpm 10"] | Ban nhạc của Jack Sheedy                  | Coronet #109              |
| 1951 | "The Man I Love" // "Down In Honkytonk Town" [đĩa than 78rpm 10"]                         | Ban nhạc của Jack Sheedy                  | Coronet #110              |
| 1971 | The Only Recorded Performance of Paul Desmond With The Modern Jazz Quartet [trực tiếp]    | Paul Desmond cùng The Modern Jazz Quartet | Finesse/Columbia FW-37487 |
| 1973 | Giant Box                                                                                 | Don Sebesky                               | CTI 6031/32               |
| 1975 | Concierto                                                                                 | Jim Hall                                  | CTI 6060                  |
| 1977 | Watermark                                                                                 | Art Garfunkel                             | Columbia JC-34975         |
| 1996 | Feeling Blue                                                                              | compilation                               | Camden 74321 400552       |